# Grüne Wasseragame

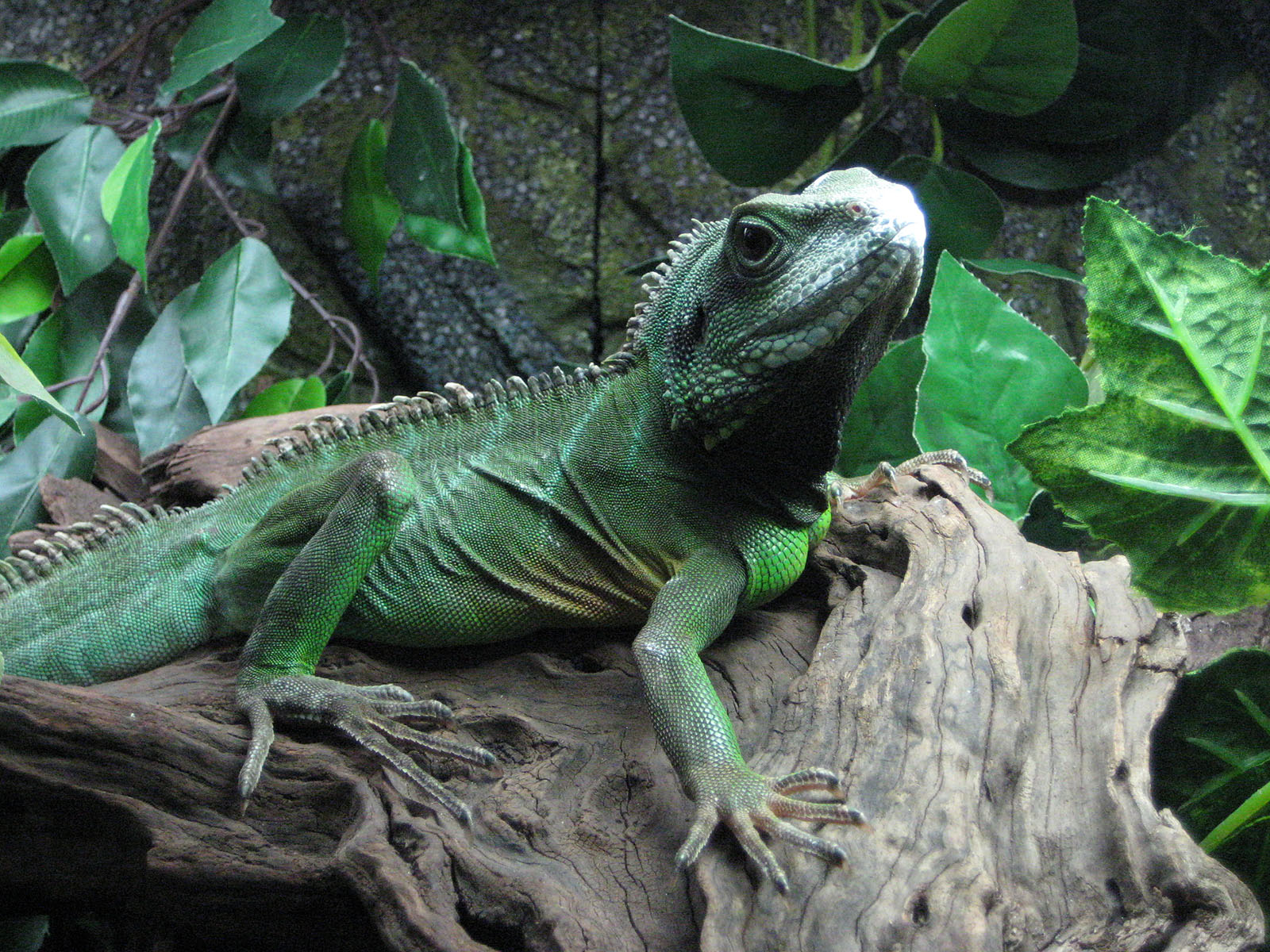

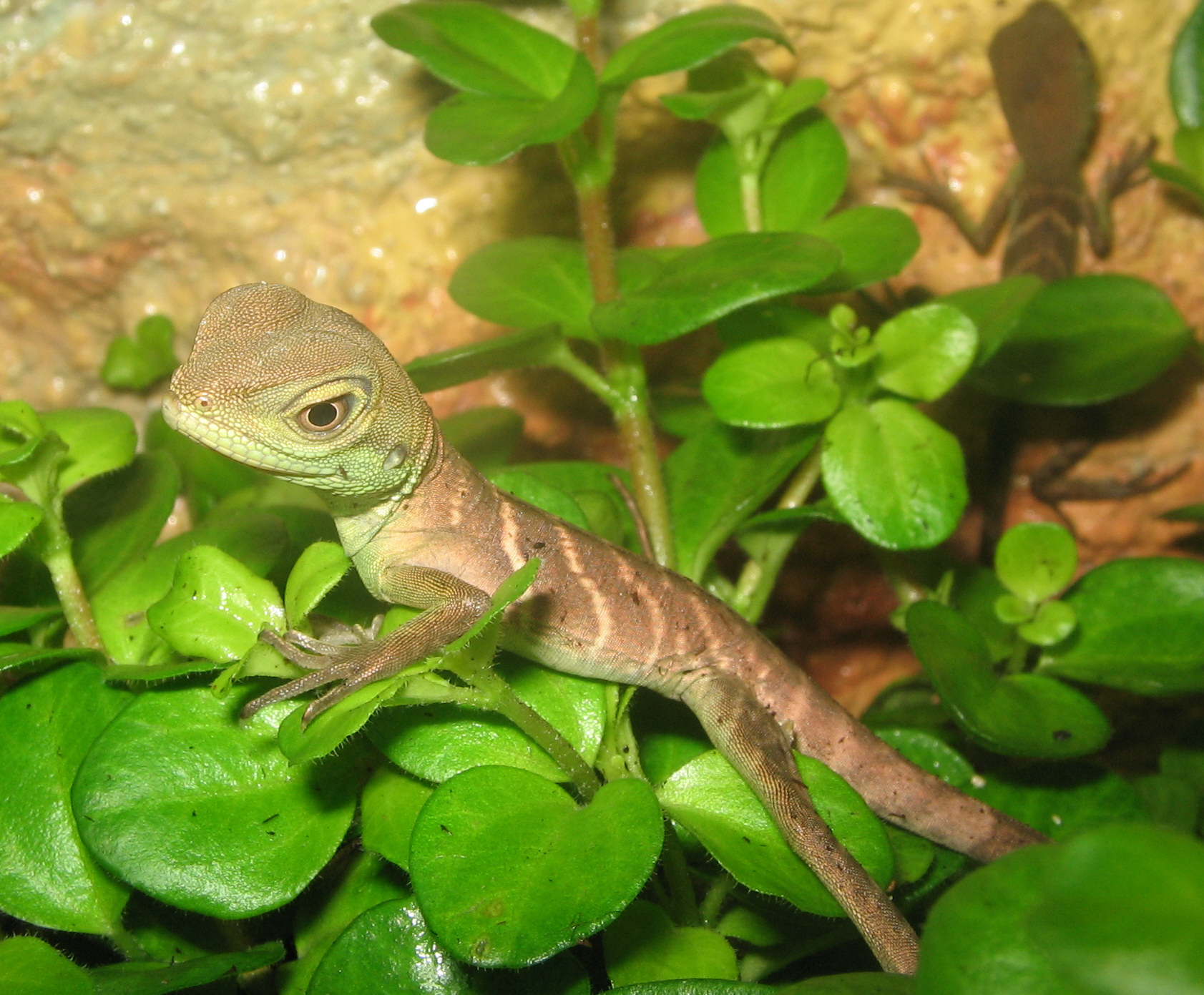
Jungtier der Grünen Wasseragame

Die Grüne Wasseragame (Physignathus cocincinus), gelegentlich auch Grüner Wasserdrache oder Hinterindische Wasseragame genannt, ist eine Echsenart aus der Familie der Agamen (Agamidae). Beschrieben wurde Physignathus cocincinus erstmals 1829 von Cuvier. Sie ist derzeit die einzige legitime Art in der Gattung der Wasseragamen (Physignathus).

## Beschreibung
Schlüpflinge messen vom Kopf bis zur Schwanzspitze 13 bis 15 Zentimeter Länge, wovon die Kopf-Rumpf-Länge einen Anteil von fünf bis sieben Zentimetern hat. Weibliche Tiere wachsen dann zu einer Gesamtlänge von 80 Zentimetern heran (mit 20–25 cm Kopf-Rumpf-Länge), Männchen werden bis zu einem Meter lang (davon 25–30 cm Kopf-Rumpf-Länge). Die blatt-, blau- oder olivgrüne Grundfarbe (kurz vor der Häutung auch braun) wird durch einige cremefarbene Bänderungen unterbrochen. Der Schwanz hat in jedem Alter dunkle, breite Streifen, die zur Schwanzspitze hin breiter werden; die Schwanzspitze ist oft schwarz. Außerdem ist der Schwanz seitlich wie ein Paddel abgeflacht, wodurch die Wasseragame sehr schnell schwimmen kann. Vom Nacken bis hinter die Schwanzwurzel zieht sich ein Rückenkamm.

## Vorkommen
Verbreitungsgebiet ist Südostasien, wo die Art von Südchina bis Vietnam vorkommt. Dort lebt sie im feuchtwarmen, tropischen Tieflandregenwald. Am häufigsten findet man sie an dicht bewachsenen, fließenden oder stehenden Gewässern.

## Verhalten und Sozialstruktur
Wasseragamen sind sehr scheu und reagieren bei Bedrohungen oft mit panischer Flucht. Da sie sich gewöhnlich auf Ästen über Gewässern sonnen, wie etwa auch Segelechsen und Leguane, lassen sie sich selbst bei kleineren Anzeichen einer Gefahr aus zum Teil großen Höhen ins Wasser fallen, was eine rasche Flucht ermöglicht. Solche Verhaltensweisen sind typisch für Wasserdrachen. Die Tiere lieben das Wasser und verfügen über sehr gute Schwimm- und Tauchkünste. Grüne Wasseragamen leben in kleinen Familienverbänden und Gruppen mit einem Männchen und einem bis drei Weibchen.
Jungtiere fressen zu großen Teilen Insekten, während ausgewachsene Exemplare zusätzlich zu vegetarischer Kost Nagetiere, Vögel, Fische sowie große Insekten und andere Wirbellose verspeisen. Dass auch Vögel  zum Beutespektrum gehören, verdanken die Wasseragame ihrem guten Klettervermögen. Auch im Wasser sind sie erstaunlich flink und wendig, was sie zu sehr erfolgreichen Fischjägern macht.

## Fortpflanzung
Das Weibchen wird vom Männchen umworben. Dabei kann es auch zu Verfolgungsjagden kommen. Sofern das Weibchen paarungsbereit ist, verharrt es und das Männchen setzt den sogenannten „Nackenbiss“ an. Hierbei beißt es dem Weibchen in den Nackenkamm. Danach folgt die Paarung. Eine Weile später baut das Weibchen eine Nistgrube, die etwa 10 bis 20 Zentimeter tief ist, und legt bis zu 16 Eier ab, aus denen je nach äußeren Temperaturbedingungen nach 67 bis 101 Tagen die Jungen schlüpfen.